# Грос-Виттензе
Грос-Виттензе (нем. Groß Wittensee) — община в Германии, в земле Шлезвиг-Гольштейн.
Входит в состав района Рендсбург-Экернфёрде. Подчиняется управлению Виттензе. Население составляет 1160 человек (на 31 декабря 2010 года). Занимает площадь 23,61 км².